# Microgadus proximus
Microgadus proximus is een straalvinnige vissensoort uit de familie van kabeljauwen (Gadidae). De wetenschappelijke naam van de soort is voor het eerst geldig gepubliceerd in 1854 door Girard.